# Flamme du centenaire
 (avril 2022).
Si vous disposez d'ouvrages ou d'articles de référence ou si vous connaissez des sites web de qualité traitant du thème abordé ici, merci de compléter l'article en donnant les références utiles à sa vérifiabilité et en les liant à la section « Notes et références ».

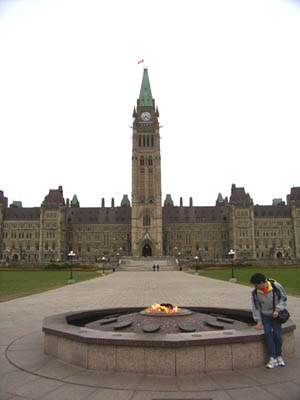
La Flamme du centenaire devant la Tour de la Paix du Parlement

La Flamme du centenaire a été allumée à Ottawa pour la première fois le 1er janvier 1967 par Lester B. Pearson pour les fêtes du Centenaire du Canada.
Entourée des écussons des provinces et territoires canadiens, et brûlant au-dessus de l'eau de la fontaine, la Flamme du centenaire symbolise l'unité canadienne d'un océan à l'autre.
Sur le rebord de la fontaine, on a inscrit l'année où chaque province ou territoire est entré dans la Confédération, en dessous de l'écusson correspondant. Ainsi, en commençant par 1870, on trouve l'écusson du Manitoba. Puis, dans le sens des aiguilles d'une montre, on trouve dans l'ordre : Saskatchewan (1905), Alberta (1905), Colombie-Britannique (1871), Yukon (1898), Territoires du Nord-Ouest (1870), Terre-Neuve (1949), île-du-Prince-Édouard (1873), Nouvelle-Écosse (1867), Nouveau-Brunswick (1867), Québec (1867) et Ontario (1867).
Chaque jour, les visiteurs jettent des pièces de monnaie dans la fontaine. En vertu d'une loi adoptée par le Parlement en 1991, ces pièces de monnaie contribuent au financement de travaux de recherche qui sont menés par des Canadiens handicapés. Les pièces de monnaie sont confiées au contrôleur de la Chambre des communes, qui administre la Bourse de recherches de la Flamme du centenaire. Cette bourse a été créée pour souligner et faire connaître les réalisations des personnes handicapées.
Travaux publics et Services gouvernementaux Canada est responsable du fonctionnement et de l'entretien de cet important symbole national. Deux fois par année, on éteint la flamme pour une période d'une semaine, au printemps et à l'automne. Pendant l'automne, l'eau est remplacée par du glycol non toxique qui empêche le gel.[Information douteuse]

## Référence
- Travaux publics et Services gouvernementaux Canada